# Stefan Unterberger
Stefan Unterberger (* 1974 in Coburg) ist ein deutscher Kameramann.

## Leben
Nach seinem Abitur 1993 und einem kurzen Studium der Theater-, Film- und Fernsehwissenschaften in Bochum absolvierte Stefan Unterberger sein Studium zum Kameramann von 1996 bis 2001 an der Filmakademie Baden-Württemberg. Seitdem arbeitete er hauptsächlich für das Fernsehen und drehte Filme wie Willkommen zu Hause und Go West – Freiheit um jeden Preis sowie für Serien wie Abschnitt 40 und Doctor’s Diary.

## Filmografie (Auswahl)
- 2002: Mit Herz und Handschellen (Fernsehserie, eine Folge)
- 2002–2005: Abschnitt 40 (Fernsehserie, sechs Folgen)
- 2003: Die Rettungshunde: Hochzeitsreise in den Tod
- 2004: Experiment Bootcamp
- 2004: Besser als Schule
- 2004: Wilde Jungs
- 2006: Doppelter Einsatz (Fernsehserie, eine Folge)
- 2006: Polizeiruf 110: Traumtod
- 2006: Tornado – Der Zorn des Himmels
- 2006: Heute heiratet mein Ex
- 2008: Freundschaften und andere Neurosen
- 2008: Willkommen zu Hause
- 2008: Lilys Geheimnis
- 2008: Mein Schüler, seine Mutter & ich
- 2009: Die Seele eines Mörders
- 2010: Go West – Freiheit um jeden Preis
- 2010: Doctor’s Diary (Fernsehserie, vier Folgen)
- 2011: Der kalte Himmel
- 2012: Die Draufgänger (Fernsehserie, drei Folgen)
- 2012: Jesus liebt mich
- 2012: Baron Münchhausen
- 2012: Spreewaldkrimi – Feuerengel (Fernsehserie)
- 2013: Doc meets Dorf (Fernsehserie, vier Folgen)
- 2013: Christine. Perfekt war gestern! (Fernsehserie, acht Folgen)
- 2014: Der Rücktritt
- 2015: Grzimek
- 2015: Unsichtbare Jahre
- 2016: Polizeiruf 110: Der Preis der Freiheit
- 2016: Marie Brand und die Schatten der Vergangenheit
- 2016: Ein starkes Team – Nathalie
- 2016: Letzte Spur Berlin (Fernsehserie, 3 Folgen)
- 2017: Bella Block: Stille Wasser
- 2018: Tatort: Schlangengrube
- 2018: Tatort: Treibjagd
- 2018: Polizeiruf 110: Starke Schultern
- 2019: Zeit der Geheimnisse (Fernsehdreiteiler)
- 2020: Berlin, Berlin – Der Film
- 2022: Erzgebirgskrimi – Verhängnisvolle Recherche
- 2024: Tatort: Angst im Dunkeln